# Mat Osman
Mat Osman, född 9 oktober 1967, är en brittisk musiker. Han är sedan 1989 basist i Suede.